# Liste der Ehrenbürger von Ruhpolding
Die Ehrenbürgerschaft ist die höchste Auszeichnung, die die oberbayerische Gemeinde Ruhpolding vergeben kann. Sie wird an Gemeindebürger als Anerkennung für herausragende Leistungen um das Wohl und Ansehen des Ortes verliehen.
Bislang wurden zwölf Personen zu Ehrenbürgern ernannt.

## Die Ehrenbürger der Gemeinde Ruhpolding
Die Auflistung erfolgt chronologisch nach Datum der Zuerkennung.
1. Leonhard Kleitner (* 29. April 1851 in Täfertingen; † 31. Dezember 1914)
Lehrer
Kleitner war freiresignierter Studienlehrer und Abgeordneter im Bayerischen Landtag.
2. Ludwig Becher († 5. Juli 1915)

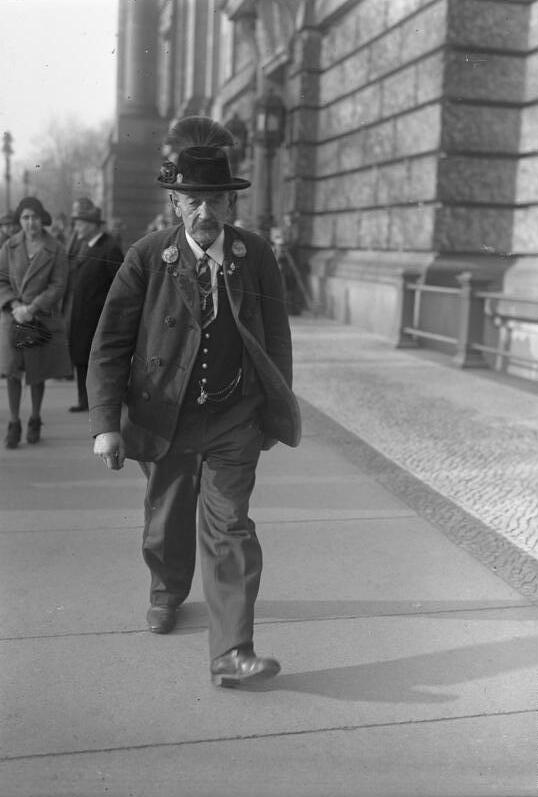
Georg Eisenberger
3. Georg Eisenberger (* 28. März 1863 in Hutzenau; † 1. Mai 1945 in Ruhpolding)
Bürgermeister, Landwirt
Verleihung 1919
Der „Hutzenauer“, wie er nach seinem Hof genannt wurde, war Bürgermeister von Ruhpolding, von 1905 bis 1920 für den Bayerischen Bauernbund Mitglied des Bayerischen Landtags und von 1919 bis 1932 Mitglied des Reichstags.
4. Friedrich von Brettreich (* 25. Dezember 1858 in Bamberg; † 21. März 1938 vor Haifa)
Staatsminister
Ritter von Brettreich war von 1907 bis 1912 sowie von 1916 bis 1918 Bayerischer Staatsminister des Innern.
5. Bartholomäus Schmucker († 18. Dezember 1950)
Bürgermeister
Schmucker war von 1919 bis 1933 Bürgermeister der Gemeinde Ruhpolding.
6. Josef Eder († 10. Dezember 1955)
Pfarrer
7. Carl Degener (* 1900; † 28. Dezember 1960)
Unternehmer
Degener war einer der Pioniere des heutigen Tourismus. Er ist der Gründer des Touristikkonzerns TOUROPA.
8. Peter Bergmaier († 28. Oktober 1973)
Pfarrer
Bergmaier ist Verfasser des 1924 erschienenen ersten Heimatbuchs von Ruhpolding.
9. Monsignore Roman Friesinger (* 1905; † 30. März 1977)
Pfarrer
Friesinger war ab 1954 Pfarrer in Ruhpolding. Er ist Verfasser verschiedener Werke zur Kunstgeschichte des Ortes.
10. Matthias Mayer († 5. Januar 1980)
11. Otto Filitz (* 8. Oktober 1909 in Rathenow; † 20. April 1982)
Unternehmer
Filitz ist Gründer des Brillenherstellers Otto Filitz & Co., der in Ruhpolding ein Zweitwerk betrieb.
12. Leonhard Schmucker (* 10. Dezember 1919 in Ruhpolding; † 15. Januar 2019)
Landrat
Schmucker war ab 1966 Bürgermeister von Ruhpolding und dann 20 Jahre, von 1970 bis 1990, Landrat des Landkreises Traunstein.